# Partido Socialista Revolucionário (Índia)

O Partido Socialista Revolucionário (Revolutionary Socialist Party) é um partido político comunista em Índia. O partido foi fundado em 1940 e seu secretário-geral é K. Pankajakshan.
A organização juvenil do partido é a Revolutionary Youth Front.
Nas eleições parlamentares de 2004 o partido recebeu 1.717.228 votos (0,4% do total) e ganhou três assentos.